# Il treno dei dinosauri
Il treno dei dinosauri (Dinosaur Train) è una serie animata statunitense di genere musicale per bambini animata al computer e realizzata da Craig Bartlett, il quale aveva precedentemente lavorato a Hey, Arnold! di Nickelodeon. La serie ha come protagonista un curioso giovane tyrannosaurus rex di nome Buddy che, insieme alla sua famiglia adottiva pteranodon, prende il treno dei dinosauri per esplorare la sua epoca e vivere avventure con una varietà di dinosauri. Il cartone è stato prodotto da The Jim Henson Company in associazione con Info-communications Media Development Authority (ex Media Development Authority), Sparky Animation, FableVision, Snee-Oosh, Inc., Reel FX e Sea to Sky Entertainment. A settembre 2018, PBS Kids ordinò altri undici episodi della serie, portando il numero totale a cento. Un film basato sulla serie, prodotto da Universal Pictures e Universal 1440 Entertainment e intitolato Dinosaur Train: Adventure Island è stato presentato in anteprima il 12 aprile 2021.
In Italia la serie è stata trasmessa su DeA Kids dal 22 marzo 2010 mentre in chiaro è andata in onda su Rai 2 dal 22 novembre dello stesso anno.

## Trama
La serie racconta la vita di Buddy, un Tirannosauro arancione che viene adottato da una famiglia di pteranodonti.
La serie si avvale della partecipazione del paleontologo Scott Sampson, che interviene in brevi interventi live durante gli episodi.

## Personaggi
- Buddy: è un T-rex di colore arancione, che è stato adottato da una famiglia di pteranodonti. Buddy è un cucciolo molto curioso e intelligente.
- Tiny: è una pteranodonte color verde, è vivace, curiosa e cordiale, è molto affezionata alle sue bamboline, somiglia molto alla madre, con la differenza delle piccole lentiggini verde chiaro sul becco. Sembra interessata a Peter peteinosauro e a Micky microraptor.
- Shiny: è una pteranodonte di colore azzurro, colleziona conchiglie luccicanti, è di sicuro la più vanitosa dei quattro fratelli e va molto fiera del suo becco luccicante.
- Don: è uno pteranodonte color verde scuro, è inoltre il migliore amico di Buddy, è giocherellone e colleziona molte cose (piume, rocce e denti). È invaghito di Lily lambeosauro.
- Connie e Arthur: sono i genitori di Tiny, Shiny e Don.
- Capotreno: è un troodon, fonte inesauribile di informazioni e notizie sui dinosauri e sulle creature preistoriche. Veste come un perfetto capotreno con panciotto rosso e berretto da capotreno inoltre porta sempre con sé un orologio. Sul treno ha il compito di timbrare i biglietti dei passeggeri con il suo artiglio del piede. Ha simpatia per Buddy e Tiny a cui rivela informazioni con delle vere e proprie lezioni sul treno. Spesso è messo in imbarazzo da sua madre, la signora Capotreno, anche se in fondo le vuole bene. È innamorato di Erma eoraptor.
- Signora Capotreno: è un troodon, ex capotreno del treno dei dinosauri. È molto legata a suo figlio il Capotreno anche se spesso lo mette in imbarazzo. Ha molta simpatia per Buddy e Tiny poiché le ricordano il Capotreno quando era piccolo. È una grande fan di Re Criolofosauro.
- Morris Stegosauro: è un pacifico stegosauro che a volte litiga con Alvin allosauro.
- Alvin Allosauro: è un allosauro molto simpatico che fa parte del club dei "teropodi".
- Vecchio Spinosauro: è un anziano spinosaurus che vive sulle sponde del grande mare nebbioso. È scontroso e brontolone ma in fondo ha un cuore d'oro, infatti insegnerà a Buddy a pescare. È l'unico personaggio di cui non si conosce il nome esatto.
- Re Criolofosauro: è un cryolophosaurus che si comporta un po' come Elvis Presley. Sa cantare molto bene ed è stato lui a cantare la canzone "Vieni con noi" la prima volta che salì sul treno dei dinosauri. In realtà è timido e piuttosto restio a salire sul palco, ma viene incoraggiato da Buddy e Tiny.
- Hank Anchilosauro: è un ankylosaurus in gamba e socievole. È un grande giocatore di calcio nonché l'idolo di Arthur.
- Travis Troodon: è un troodon artico, che vive con altri troodonti, nell'artico sulla neve. Ha molte più piume rispetto al Capotreno. È anche un buon giocatore di Hockey.
- Erma Eoraptor: è un eoraptor femmina che parla con uno strano accento. Non essendo mai uscita dal Triassico non conosce le meraviglie del treno dei dinosauri, ma grazie a Buddy e Tiny conoscerà molti nuovi dinosauri. È innamorata del Capotreno.
- Larry Lambeosauro: è un lambeosaurus vicino di casa della famiglia degli Pteranodonti. È socievole e chiacchierone ed emette suoni dalla sua cresta quando è felice. All'inizio entra in contrasto con Arthur, a causa dei suoi schiamazzi notturni, ma con il tempo i due diventano amici. Ha due figli dell'età di Buddy e Tiny, di nome Leroy e Lilli.
- Gilbert: è il nipote del Capotreno. Dell'età di Buddy e Tiny, è un cucciolo vivace e intelligente e un giorno prenderà il posto dello zio come capotreno. È innamorato di Shiny ed è ricambiato.

## Episodi

### Prima stagione (2009-2011)
| nº | Titolo italiano                                  | Titolo inglese                      | Prima TV USA      | Prima TV Italia |
| -- | ------------------------------------------------ | ----------------------------------- | ----------------- | --------------- |
| 1  | La valle degli Stygimoloch                       | Valley of the Stygimolochs          | 7 settembre 2009  | 22 marzo 2010   |
| 1  | Impariamo a pescare                              | Tiny Loves Fish                     | 7 settembre 2009  | 22 marzo 2010   |
| 2  | Una sorpresa per la mamma                        | The Call of the Wild Corythosaurus  | 8 settembre 2009  |                 |
| 2  | Il mio cibo preferito                            | Triceratops for Lunch               | 8 settembre 2009  |                 |
| 3  | Visita agli stegosauri                           | Beating the Heat                    | 9 settembre 2009  |                 |
| 3  | La festa della mamma                             | Flowers for Mom                     | 9 settembre 2009  |                 |
| 4  | La grande scoperta di Buddy                      | I'm a T. Rex!                       | 10 settembre 2009 |                 |
| 4  | Piccoli capitreno                                | Ned the Quadruped                   | 10 settembre 2009 |                 |
| 5  | Un dinosauro intelligente                        | One Smart Dinosaur                  | 11 settembre 2009 |                 |
| 5  | Il piccolo Peter                                 | Petey the Peteinosaurus             | 11 settembre 2009 |                 |
| 6  | Chi è il dinosauro più veloce?                   | Fast Friends                        | 17 settembre 2009 |                 |
| 6  | Buddy perde i denti                              | T. Rex Teeth                        | 17 settembre 2009 |                 |
| 7  | Dinosauri con le piume!                          | Now with Feathers!                  | 18 settembre 2009 |                 |
| 7  | Il grande collare                                | A Frill a Minute                    | 18 settembre 2009 |                 |
| 8  | Grandi e piccoli                                 | One Big Dinosaur                    | 21 settembre 2009 |                 |
| 8  | Giochi da tirannosauri                           | Play Date with Annie                | 21 settembre 2009 |                 |
| 9  | Una corazza molto forte                          | Armored Like an Ankylosaurus        | 22 settembre 2009 |                 |
| 9  | Il campeggio                                     | Campout!                            | 22 settembre 2009 |                 |
| 10 | Laura il gigantosauro                            | Laura the Giganotosaurus            | 29 settembre 2009 |                 |
| 10 | Una giornata con Ned                             | Dinosaur Poop!                      | 29 settembre 2009 |                 |
| 11 | L'artiglio di Derek                              | Derek the Deinonychus               | 30 settembre 2009 |                 |
| 11 | Una libellula per amico!                         | Don's Dragonfly                     | 30 settembre 2009 |                 |
| 12 | Un piccolo dinosauro                             | One Small Dinosaur                  | 1º ottobre 2009   |                 |
| 12 | Dove sono andati i Tirannosauri?                 | T. Rex Migration                    | 1º ottobre 2009   |                 |
| 13 | Concerto per le mamme                            | Hootin' Hadrosaurs!                 | 9 novembre 2009   |                 |
| 13 | Buon compleanno Buddy!                           | Surprise Party                      | 9 novembre 2009   |                 |
| 14 | Il club dei Teropodi                             | The Theropod Club                   | 10 novembre 2009  |                 |
| 14 | Uova di dinosauro                                | Hatching Party                      | 10 novembre 2009  |                 |
| 15 | Il vecchio Spinosauro e il mare                  | The Old Spinosaurus and the Sea     | 11 novembre 2009  |                 |
| 15 | Non c'è coda senza spina                         | A Spiky Tail Tale                   | 11 novembre 2009  |                 |
| 16 | Il treno notturno!                               | Night Train                         | 12 novembre 2009  |                 |
| 16 | A caccia di fossili                              | Fossil Fred                         | 12 novembre 2009  |                 |
| 17 | Dinosauri nella neve                             | Dinosaurs in the Snow               | 14 dicembre 2009  |                 |
| 17 | Gli alberi più alti del mondo                    | Cretaceous Conifers                 | 14 dicembre 2009  |                 |
| 18 | Dinosauri scavatori                              | The Burrowers                       | 18 gennaio 2010   |                 |
| 18 | Una casa per Henry                               | Shiny's Sea Shells                  | 18 gennaio 2010   |                 |
| 19 | Il Re del rock                                   | King Cryolophosaurus                | 15 febbraio 2010  |                 |
| 19 | Buddy il segugio                                 | Buddy the Tracker                   | 15 febbraio 2010  |                 |
| 20 | Un po' uccello, un po' dinosauro                 | The Old Bird                        | 16 febbraio 2010  |                 |
| 20 | Pietre preziose                                  | Diamond Don                         | 16 febbraio 2010  |                 |
| 21 | La più brava a nascondino                        | Dinosaur Camouflage                 | 12 aprile 2010    |                 |
| 21 | Caccia al tesoro                                 | Family Scavenger Hunt               | 12 aprile 2010    |                 |
| 22 | Branchi e famiglie                               | Have You Heard About the Herd?      | 13 aprile 2010    |                 |
| 22 | Jess il dinosauro acquatico!                     | Jess Hesperornis                    | 13 aprile 2010    |                 |
| 23 | Avventura nel Triassico                          | Triassic Turtle                     | 3 maggio 2010     |                 |
| 23 | Una giornata con i Triceratopi                   | Tank's Baby Brother                 | 3 maggio 2010     |                 |
| 24 | L'antenato dei dinosauri                         | Erma Eoraptor                       | 4 maggio 2010     |                 |
| 24 | Il vulcano si sveglia                            | Under the Volcano                   | 4 maggio 2010     |                 |
| 25 | La famiglia di Pteranodonti in giro per il mondo | Pteranodon Family World Tour        | 24 maggio 2010    |                 |
| 25 | Un nuovo amico                                   | Gilbert the Junior Conductor        | 24 maggio 2010    |                 |
| 26 | Chung il dinosauro saggio                        | Confuciusornis Says                 | 25 maggio 2010    |                 |
| 26 | La bambola di Tiny                               | Tiny's Tiny Doll                    | 25 maggio 2010    |                 |
| 27 | Iggy l'iguanodonte                               | Iggy Iguanodon                      | 26 maggio 2010    |                 |
| 27 | Shiny non riesce a dormire                       | Shiny Can't Sleep                   | 26 maggio 2010    |                 |
| 28 | Kenny Kentrosauro                                | Kenny Kentrosarus                   | 27 maggio 2010    |                 |
| 28 | La mamma del capotreno                           | Don and the Troodons                | 27 maggio 2010    |                 |
| 29 | Dinosauri dalle unghie lunghe                    | Long Claws                          | 28 giugno 2010    |                 |
| 29 | Il pigiama party                                 | Tank's Sleep Over                   | 28 giugno 2010    |                 |
| 30 | Nuovi vicini                                     | New Neighbors                       | 12 luglio 2010    |                 |
| 30 | La collezione di Don                             | Don's Collection                    | 12 luglio 2010    |                 |
| 31 | Il Re dei volatili                               | The Wing Kings                      | 13 luglio 2010    |                 |
| 31 | Dinosauri intrappolati!                          | The Big Mud Pit                     | 13 luglio 2010    |                 |
| 32 | Un treno sottomarino                             | Paulie Pliosaurus                   | 23 agosto 2010    |                 |
| 32 | Visita al deserto                                | Elmer Visits the Desert             | 23 agosto 2010    |                 |
| 33 | Il dente misterioso                              | Buck-Tooth Bucky                    | 27 settembre 2010 |                 |
| 33 | Una nuova amica per Tiny                         | Tiny's Tiny Friend                  | 27 settembre 2010 |                 |
| 34 | Un viaggio in fondo all'oceano                   | Elmer Elasmosaurus                  | 28 settembre 2010 |                 |
| 34 | Pic nic fai da te!                               | Dinosaur Block Party                | 28 settembre 2010 |                 |
| 35 | Viaggio subacqueo                                | Carla Cretoxyrhina                  | 11 ottobre 2010   |                 |
| 35 | Guasto al locomotore                             | Train Trouble                       | 11 ottobre 2010   |                 |
| 36 | Il campione corazzato                            | An Armored Tail Tale                | 8 novembre 2010   |                 |
| 36 | Volo acrobatico                                  | Pterosaur Flying Club               | 8 novembre 2010   |                 |
| 37 | Sotto il mare con il treno                       | The Amazing Michelinoceras Brothers | 19 novembre 2010  |                 |
| 37 | In gita con i papà                               | Dad's Day Out                       | 19 novembre 2010  |                 |
| 38 | La conchiglia di Tiny                            | Great Big Stomping Dinosaur Feet!   | 6 dicembre 2010   |                 |
| 38 | La festa della cornucopia                        | Hornucopia!                         | 6 dicembre 2010   |                 |
| 39 | Una mamma esemplare                              | The Good Mom                        | 17 gennaio 2011   |                 |
| 39 | L'anniversario di fidanzamento                   | Diamond Anniversary                 | 17 gennaio 2011   |                 |
| 40 | Piccoli capitreno                                | Junior Conductor Jamboree           | 6 maggio 2011     |                 |
| 40 | La festa dei Troodonti                           | Troodon Train Day                   | 6 maggio 2011     |                 |

### Terza stagione (2013-2014)
| nº | Titolo italiano                          | Titolo inglese                                    | Prima TV USA    | Prima TV Italia |
| -- | ---------------------------------------- | ------------------------------------------------- | --------------- | --------------- |
| 67 | Rafting sul fiume                        | Adventure Camp: Rafting                           | 20 gennaio 2014 |                 |
| 67 | La linea degli alberi                    | Adventure Camp: Mountain Climbing                 | 20 gennaio 2014 |                 |
| 68 | La foresta pluviale                      | Adventure Camp: Ziplining                         | 20 gennaio 2014 |                 |
| 68 | Gita al Canyon                           | Adventure Camp: Canyon Hiking                     | 20 gennaio 2014 |                 |
| 69 | L'evento sportivo dell'anno              | Classic in the Jurassic: Turtle and Theropod Race | 18 agosto 2014  |                 |
| 69 | Il cugino Carson                         | Hungry, Hungry Carnivores                         | 18 agosto 2014  |                 |
| 70 | La corsa a ostacoli aerea                | Classic in the Jurassic: Air Obstacle Race        | 19 agosto 2014  |                 |
| 70 | Rock in Antartico                        | King and Crystal Live!                            | 19 agosto 2014  |                 |
| 71 | Aria, acqua e terra                      | Classic in the Jurassic: Air, Water and Land      | 20 agosto 2014  |                 |
| 71 | La sorpresa del deserto                  | Desert Day and Night                              | 20 agosto 2014  |                 |
| 72 | Lo scontro supremo                       | Classic in the Jurassic: Ultimate Face-Off        | 21 agosto 2014  |                 |
| 72 | Prima dei dinosauri                      | Back in Time                                      | 21 agosto 2014  |                 |
| 73 | Il treno solare                          | Solar Train                                       | 6 ottobre 2014  |                 |
| 73 | La giornata di osservazione dei volatili | Birdwatching                                      | 6 ottobre 2014  |                 |
| 74 | Buon compleanno signor Capotreno!        | Rocket Train Surprise Party                       | 6 ottobre 2014  |                 |
| 74 | Di cosa sono fatte le nuvole?            | Cloudy with a Chance of Fun                       | 6 ottobre 2014  |                 |
| 75 | La rana belzebufo                        | One Big Frog                                      | 27 ottobre 2014 |                 |
| 75 | Vlad lo speleologo                       | Caving with Vlad                                  | 27 ottobre 2014 |                 |
| 76 | Uovo con sorpresa                        | Tiny's Fishing Friend                             | 20 aprile 2015  |                 |
| 76 | La famiglia riunita                      | Butterflies                                       | 20 aprile 2015  |                 |
| 77 | La migliore babysitter di sempre         | Best Babysitter Ever                              | 21 aprile 2015  |                 |
| 77 | Crescere insieme a un albero             | Plant a Tree                                      | 21 aprile 2015  |                 |
| 78 | In volo sopra le cascate                 | Zeppelin: Waterfall                               | 15 giugno 2015  |                 |
| 78 | Seguiamo il cibo                         | Zeppelin: Atoll                                   | 15 giugno 2015  |                 |
| 79 | Un puzzle chiamato Pangea                | Zeppelin: Pangaea                                 | 15 giugno 2015  |                 |
| 79 | Alla scoperta del cratere                | Zeppelin: Crater                                  | 15 giugno 2015  |                 |

### Quarta stagione (2015-2017)
| nº | Titolo italiano                              | Titolo inglese                                  | Prima TV USA     | Prima TV Italia |
| -- | -------------------------------------------- | ----------------------------------------------- | ---------------- | --------------- |
| 80 |                                              | Trains, Submarines and Zeppelins: Part 1        | 7 dicembre 2015  |                 |
| 80 | Trains, Submarines and Zeppelins: Part 2     |                                                 | 7 dicembre 2015  |                 |
| 81 |                                              | Rollin' on The Riverboat Part 1                 | 7 marzo 2016     |                 |
| 81 | Rollin' on The Riverboat Part 2              |                                                 | 7 marzo 2016     |                 |
| 82 |                                              | Nest Swap                                       | 8 marzo 2016     |                 |
| 82 | The Herd is The Word                         |                                                 | 8 marzo 2016     |                 |
| 83 |                                              | Stop and Smell The Flowers                      | 9 marzo 2016     |                 |
| 83 | Moms' Campout                                |                                                 | 9 marzo 2016     |                 |
| 84 |                                              | Where Have All The Lizards Gone?                | 10 marzo 2016    |                 |
| 84 | Conductor's Sleepover                        |                                                 | 10 marzo 2016    |                 |
| 85 |                                              | Junior Conductor's Academy Part 1               | 6 aprile 2016    |                 |
| 85 | Junior Conductor's Academy Part 2            |                                                 | 6 aprile 2016    |                 |
| 86 |                                              | Crystal and King Benefit Concert, Part 1        | 25 aprile 2016   |                 |
| 86 | Crystal and King Benefit Concert, Part 2     |                                                 | 25 aprile 2016   |                 |
| 87 |                                              | Spooky Tree                                     | 17 ottobre 2016  |                 |
| 87 | Spinosaurus Super Model                      |                                                 | 17 ottobre 2016  |                 |
| 88 |                                              | What's at The Center of The Earth? Layers!      | 20 febbraio 2017 |                 |
| 88 | What's at The Center of The Earth? Fossils!  |                                                 | 20 febbraio 2017 |                 |
| 89 |                                              | What's at The Center of The Earth? Troglobites! | 20 febbraio 2017 |                 |
| 89 | What's at The Center of The Earth? Minerals! |                                                 | 20 febbraio 2017 |                 |

### Quinta stagione (2019-2020)
| nº  | Titolo italiano          | Titolo inglese                 | Prima TV USA     | Prima TV Italia |
| --- | ------------------------ | ------------------------------ | ---------------- | --------------- |
| 90  |                          | The Tiny-saur Train            | 26 agosto 2019   |                 |
| 90  | How Many Horns?          |                                | 26 agosto 2019   |                 |
| 91  |                          | Mom Was a Kid Once             | 27 agosto 2019   |                 |
| 92  |                          | Gilbert the Conductor          | 26 agosto 2019   |                 |
| 92  | A Clubhouse of Their Own |                                | 26 agosto 2019   |                 |
| 93  |                          | A Brand New Species            | 26 agosto 2019   |                 |
| 94  |                          | Don's Hole-iday                | 26 agosto 2019   |                 |
| 94  | We're Not All Dinosaurs  |                                | 26 agosto 2019   |                 |
| 95  |                          | Love Day                       | 10 febbraio 2020 |                 |
| 95  | A New Leaf               |                                | 10 febbraio 2020 |                 |
| 96  |                          | Underwater Race                | 30 marzo 2020    |                 |
| 96  | Buddy Wants to Fly       |                                | 30 marzo 2020    |                 |
| 97  |                          | King and Crystal Play Red Rock | 31 marzo 2020    |                 |
| 97  | Nick of Time             |                                | 31 marzo 2020    |                 |
| 98  |                          | Migration Vacation             | 1º aprile 2020   |                 |
| 98  | Moms Rawk!               |                                | 1º aprile 2020   |                 |
| 99  |                          | The Beelzebufo Cometh          | 2 aprile 2020    |                 |
| 99  | Dennis Comes to Visit    |                                | 2 aprile 2020    |                 |
| 100 |                          | Father’s Day                   | 15 giugno 2020   |                 |

## Doppiaggio
| Personaggio | Doppiatore originale                                                                              | Doppiatore italiano |
| ----------- | ------------------------------------------------------------------------------------------------- | ------------------- |
| Buddy       | Phillip Corlett (1ª voce) Sean Thomas (2ª voce) Dayton Wall (3ª voce) Chance Hurstfield (4ª voce) | Antonella Baldini   |
| Tiny        | Claire Corlett                                                                                    | Monica Ward         |
| Shiny       | Erika-Shaye Gair                                                                                  | Eva Padoan          |
| Don         | Alexander Matthew Marr (1ª voce) Laura Marr (2ª voce)                                             | Gaia Bolognesi      |
| Capotreno   | Ian James Corlett (ed. statunitense) Keir Stewart (ed. anglosassone)                              | Roberto Certomà     |
| Connie      | Ellen Kennedy                                                                                     | Laura Lenghi        |
| Arthur      | Colin Murdock                                                                                     | Vittorio Guerrieri  |

L'edizione italiana, curata da Annalisa Vasselli (Rai 2), è stato svolto presso lo studio DAT Edizioni sotto la direzione di Luigi Tesei e con l'assistenza di Marisol Mingarelli. I dialoghi sono stati curati da Luca Savoini e Giorgio Locuratolo.